# پراکسی باز
پراکسی باز یا اوپِن پِراکسی به گونه‌ای از پراکسی گفته می‌شود که برای هر کاربری در اینترنت در دسترس باشد. عموماً پراکسی‌ها برای مهار و کاهش پهنای باند مصرفی گروه‌ها به منظور جبران هزینه‌ها و کسب درآمد، تنها به اعضای داخل یک گروه شبکه اجازهٔ ذخیره‌سازی و پیش‌رانی خدمات اینترنتی مانند سامانه نام دامنه (DNS) یا صفحه‌های وب را می‌دهند (که به این حالت پراکسی بسته می‌گویند)؛ اما هنگام استفاده از یک اوپن پراکسی، هر کاربری در اینترنت می‌تواند از خدمات پیش‌رانی استفاده کند.

## مزایا
یک اوپن پراکسی ناشناس به کاربران اجازه می‌دهد نشانی آی‌پی خویش را پنهان سازند و بنابراین گمنامی‌شان را هنگام مرور وب یا استفاده از دیگر خدمات اینترنت حفظ کنند.
از آنجایی که اوپن پراکسی‌ها معمولاً از نظر ردیابی مشکل دارند، می‌توانند برای کسانی که می‌خواهند در فضای برخط ناشناخته بمانند مفید باشند، از مخالفان سیاسی گرفته تا مجرمین سایبری تا مردمانی که تنها هدفشان استفاده از حقوق قانونی‌شان است. برخی کاربران تنها به ناشناس‌ماندن از جهت امنیت بیشتر علاقه‌مند هستند تا هویتشان را از وبگاه‌های بالقوه بد مخفی کنند، برای نمونه یا در اصل برای کمک به آزادی بیان.

## معایب
برای هر رایانه‌ای ممکن است که به عنوان یک اوپن پراکسی عمل کند، بدون اینکه دارندهٔ آن رایانه از این موضوع آگاه باشد. این امر ممکن است نتیجهٔ پیکربندی نادرست نرم‌افزار پراکسی باشد که در رایانه در حال اجراست، یا بر اثر دچار شدن به بدافزار، ویروس رایانه‌ای، تروآ یا کرم‌هایی که برای این منظور طراحی شده‌اند. اگر این موضوع حاصل عمل یک بدافزار باشد به رایانهٔ مبتلا، رایانهٔ زامبی می‌گویند.
ارائه یک اوپن پراکسی برای صاحب کارساز عملی پرخطر است؛ فراهم آوردن پراکسی ناشناس می‌تواند مشکلات قانونی وخیمی برای صاحب آن به دنبال داشته باشد. چنین خدماتی اغلب برای نفوذ به داخل سامانه‌های رایانه‌های خارجی، هرزنگاری کودکان و نشر محتوای غیرقانونی استفاده می‌شود.
همچنین چنین پراکسی‌هایی می‌توانند پهنای باند زیادی استفاده کنند که منجر به افزایش دیرکرد در زیرشبکه‌ها و زیر پا گذاشتن محدودیت‌های پهنای باند می‌شود.
از طرف دیگر یک اوپن پراکسی که به خوبی پیکربندی نشده باشد می‌تواند موجب دسترسی به یک زیرشبکهٔ خصوصی یا دی‌ام‌زد گردد. این امر یک خطر امنیتی بزرگ برای هر رایانه یا شبکه‌است چراکه رایانه‌هایی که معمولاً خارج از خطر و پشت دیوار آتش هستند ممکن است مستقیماً مورد حمله قرار گیرند.
بسیاری از پراکسی‌ها بسیار آهسته اجرا می‌شوند، گاهی با سرعتی کمتر از ۱۴٫۴ کیلوبیت بر ثانیه، یا حتی زیر ۳۰۰ بیت بر ثانیه، و گاهی هم سرعت ممکن است در هر دقیقه از زیاد به کم تغییر کند. برخی پراکسی‌ها مانند پراکسی‌های پلنت‌لب، سرعت بیشتری دارند و عمداً برای استفادهٔ عموم برپا شده‌اند.
از آنجایی که اوپن پراکسی‌ها معمولاً برای استفاده‌های نابجا به کار می‌روند، راهکارهایی برای شناسایی و مانع‌شدن از خدمت‌دهی به آن‌ها توسعه یافته‌است. شبکه‌های آی‌آرسی‌ای که دارای سیاست‌های کاربری سخت‌گیرانه‌ای هستند معمولاً به صورت خودکار کارخواه‌ها را از نظر رانده‌شدن از طریق پراکسی‌های شناخته‌شده بررسی می‌کنند. به همین شکل یک کارساز رایانامه ممکن است به گونه‌ای پیکربندی شده باشد که فرستندگان رایانامه را به صورت خودکار از نظر اوپن پراکسی با استفاده از نرم‌افزارهایی مانند پراکسی‌چک بررسی کند.

## موارد قانونی
برخی دولت‌ها در مورد وبگاه‌هایی که شهروندان بازدید می‌کنند حساسند، این دولت‌ها اغلب ردیاب‌هایی را برای پویش آی‌پی‌ها و اوپن پراکسی‌ها استفاده می‌کنند و هر آی‌پی‌ای که در پویش‌ها نمایان شود را می‌توانند آنچه می‌بیند را ببینند. کاربران ممکن است بر پایهٔ وبگاه‌هایی که بازدید می‌کنند توسط آژانس‌های اجرای قانون محلی برای تحقیقات ملاقات شوند.